# Royaume d'Araucanie et de Patagonie
« Araucanie-Patagonie » redirige ici.
Pour les articles homonymes, voir Araucanie.
Le Royaume d'Araucanie et de Patagonie, parfois appelé Royaume de Nouvelle-France, est un royaume éphémère fondé en Araucanie et Patagonie (territoires du Chili et de l'Argentine depuis 1902) par deux ordonnances du 17 novembre 1860 et du 20 novembre 1860 signées sous le nom Orélie-Antoine Ier par un Français, Antoine de Tounens (1825-1878), ancien avoué à Périgueux, proclamé ou autoproclamé roi lors d'assemblées de Mapuches du 25 au 30 décembre 1860.
En janvier 1862, Antoine de Tounens est arrêté par les autorités chiliennes, jugé fou par la cour suprême de Santiago et expulsé vers la France. Après trois tentatives de retour en Araucanie afin de reconquérir son royaume, il meurt en 1878 dans la misère, célibataire et sans enfants, à Tourtoirac en Dordogne.
En 1882, son ancien secrétaire Achille Laviarde, faisant état d'un testament cryptographique d'Antoine de Tounens en sa faveur, se déclare son héritier et prétendant au trône d'Araucanie et de Patagonie. Depuis, différentes personnes se sont succédé en qualité de prétendants au trône du Royaume d'Araucanie et de Patagonie. Depuis avril 2024, le prétendant est Philippe Pichon, avocat au barreau de Limoges,. Sa légitimité est toutefois contestée,, notamment par Frédéric Luz, ancien prince destitué par les conseils du royaume, qui exerce la profession d'héraldiste.

## Histoire

### Contexte

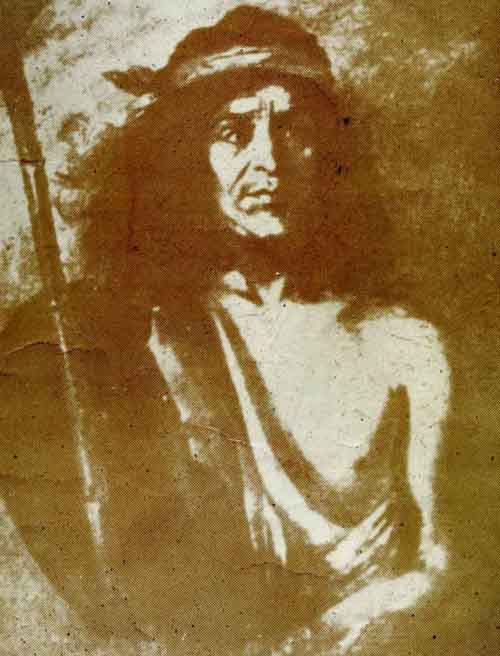
Le lonco (chef militaire Mapuche) Quilapán, vers 1870.

Les Mapuches, ou Araucans, sont un peuple d'agriculteurs et d'éleveurs qui sont toujours parvenus à résister aux tentatives d'assujettissement par les Incas, les Espagnols et le gouvernement chilien. Ce dernier parvint cependant à les parquer dans des réserves, grâce à sa campagne de « pacification de l'Araucanie », en réalité des opérations de destruction systématique de leur habitat et de leurs moyens d’existence, menées de 1860 jusqu'en 1883. Ces réserves sont si exiguës pour être adaptées à leur mode de vie ancestral qu'elles sont appelées « réduits » ou encore « titres de pitié » (título de merced).
Au début des années 2000, la plupart des Mapuches vivent à Temuco, Santiago, mais aussi sur leurs terres ancestrales ; ils seraient 600 000 au Chili et 300 000 en Argentine,,.
L'indépendance des Mapuches, au sud du fleuve Biobío, avait été reconnue par des traités signés avec les Espagnols. Mais même si la Constitution chilienne de 1833 englobait l'Araucanie dans son territoire national, en 1860, la région et ses habitants restaient encore non soumis à l'autorité chilienne.

### Fondation

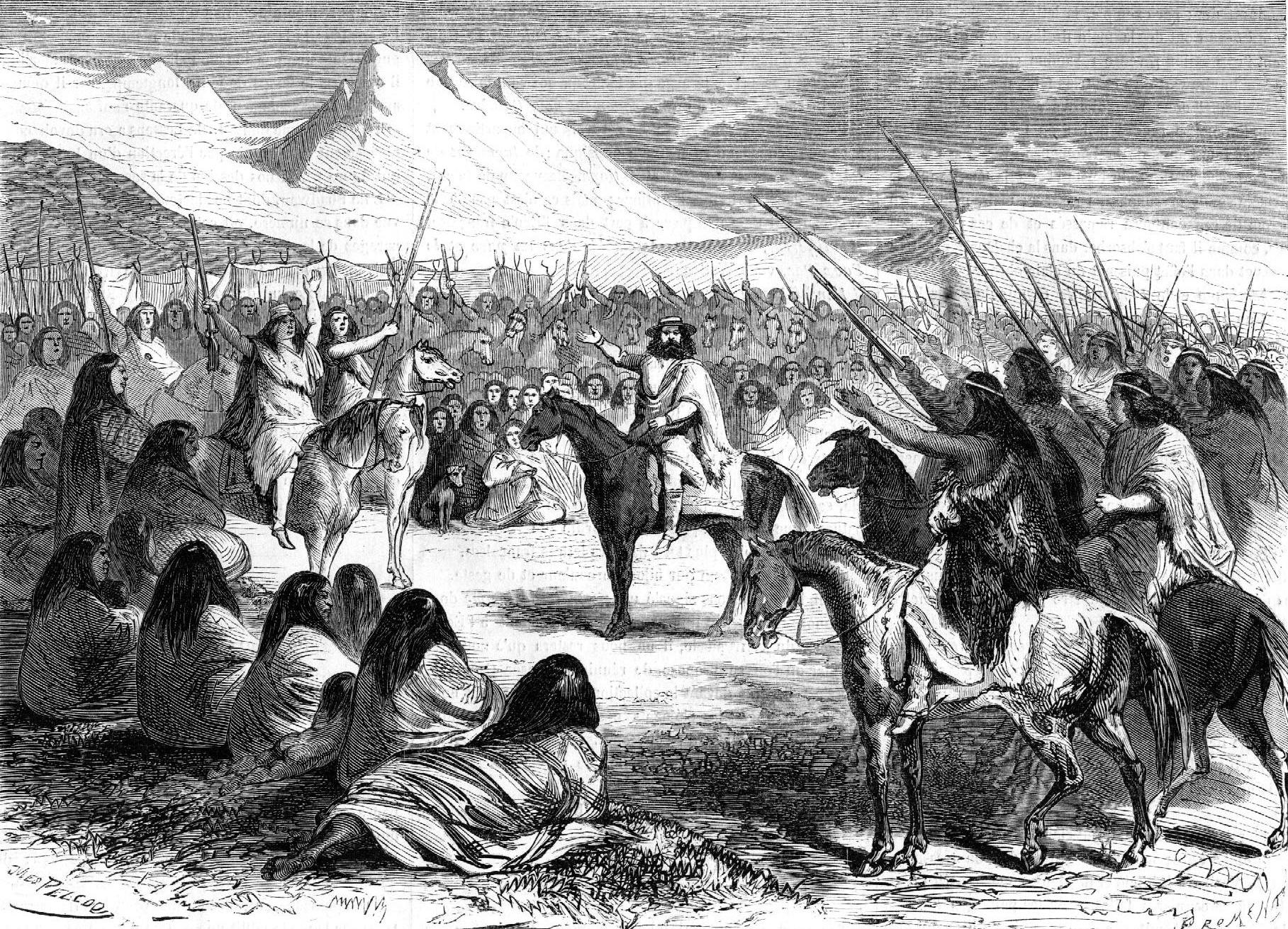
Antoine de Tounens acclamé par les chefs araucans.

Un Français, Antoine de Tounens (1825-1878), ancien avoué à Périgueux, débarque en 1858 au port de Coquimbo au Chili, s'installe d'abord à La Serena, et, après avoir passé quelque temps à Valparaíso et Santiago, se dirige vers l'Araucanie, à partir du port de Valdivia. Il entre en contact avec le lonco (chef militaire Mapuche) Quilapán, qui s'enthousiasme pour son projet de fonder un État pour le peuple Mapuche, afin d'être en mesure de résister à l'armée chilienne — la guerre d'Arauco faisant alors rage. Quilapán accorde à Antoine de Tounens un droit de passage sur ses terres, interdites aux huincas (Chiliens).
Antoine de Tounens gagne la confiance de quelques chefs Mapuches à qui il promet des armes et qui l'élisent toqui (chef de guerre) suprême des Mapuches,,,.
Jean-François Gareyte écrit « Et parce qu'ils approuvent les propositions d'Antoine, et avec l'accord des Machis, le Périgourdin est nommé grand juge des Toki (chef de guerre de tous les chefs de guerre), maître de Mapu (maître de toutes les terres) et terreur des Pillans (terreur des démons) ».
Antoine de Tounens sous le nom d'Orllie-Antoine Ier fonde alors par une ordonnance du 17 novembre 1860,,, le royaume d'Araucanie. Trois jours plus tard, il décrète par une seconde ordonnance l'union de l'Araucanie et de la Patagonie, fixant comme limites au désormais royaume d'Araucanie et de Patagonie le fleuve Biobío et le rio Negro au nord, l'océan Pacifique à l'ouest, l'océan Atlantique à l'est et le détroit de Magellan au sud. Selon les auteurs, il s'autoproclame roi,,,,, ou se fait proclamer roi,, par quelques centaines d'Araucaniens.
Dans ses mémoires Antoine de Tounens relate comment cela s'est passé : « Je conçus le projet de me faire nommer chef des Araucaniens. Je m'ouvris à ce sujet à plusieurs caciques des environs de l'Impérial, et, après avoir reçu d'eux le meilleur accueil, je pris le titre de roi, par une ordonnance du 17 novembre 1860, qui établissait les bases du gouvernement constitutionnel héréditaire fondé par moi » « Le 17 novembre, je rentrai en Araucanie pour me faire reconnaître publiquement roi, ce qui eut lieu les 25, 26, 27 et 30 décembre dernier. N'étions-nous pas libres, les Araucaniens de me conférer le pouvoir, et moi de l'accepter ? ».
Selon Bruno Fuligni, il s'invente alors deux ministres, Lachaise et Desfontaines, dont il appose la signature au bas de ses actes. Il tire les noms de ces deux ministres imaginaires de deux hameaux (La Chèze et Les Fontaines) de son village natal de Chourgnac,. Patrick Thevenon écrit « Il s'entraîna, ainsi, à écrire de trois façons différentes, qui lui permettaient de légiférer, tour à tour, au nom du roi, de M. Lachaise, Premier ministre, ou de M. Desfontaines, garde des Sceaux ».

### Intervention des autorités chiliennes
Pierre Razoux écrit « Au-delà de son caractère anecdotique, l'affaire avait fait prendre conscience aux autorités chiliennes que les territoires d’Araucanie et de Patagonie pourraient susciter l’appétit d’aventuriers plus sérieux ou celui de puissances coloniales en mal de territoires ». Le 5 janvier 1862, Antoine de Tounens est arrêté comme agitateur politique par les autorités chiliennes puis passe en jugement. Le procureur demande au juge une peine de dix ans de prison pénitentiaire pour le crime de perturbation de l'ordre public, mais le 19 juillet 1862, le juge Matus rend sa sentence et affirme « qu'au moment où le délit a reçu un commencement d'exécution, M. de Tounens était fou ». Il suspend le procès et décide de remettre Antoine de Tounens à l'asile d'aliénés de Santiago, où un membre de sa famille pourra venir le réclamer, le Chargé d'Affaires de France étant chargé de son rapatriement. Antoine de Tounens fait appel de cette sentence, mais un arrêté de la cour de Santiago du 2 septembre 1862 confirme la sentence du juge en le déclarant fou,,. Expulsé par les autorités chiliennes, le consul de France le fait embarquer pour la France le 28 octobre 1862 à bord du Dugay-Trouin comme passager à la ration,.

### Tentatives de retour en Araucanie

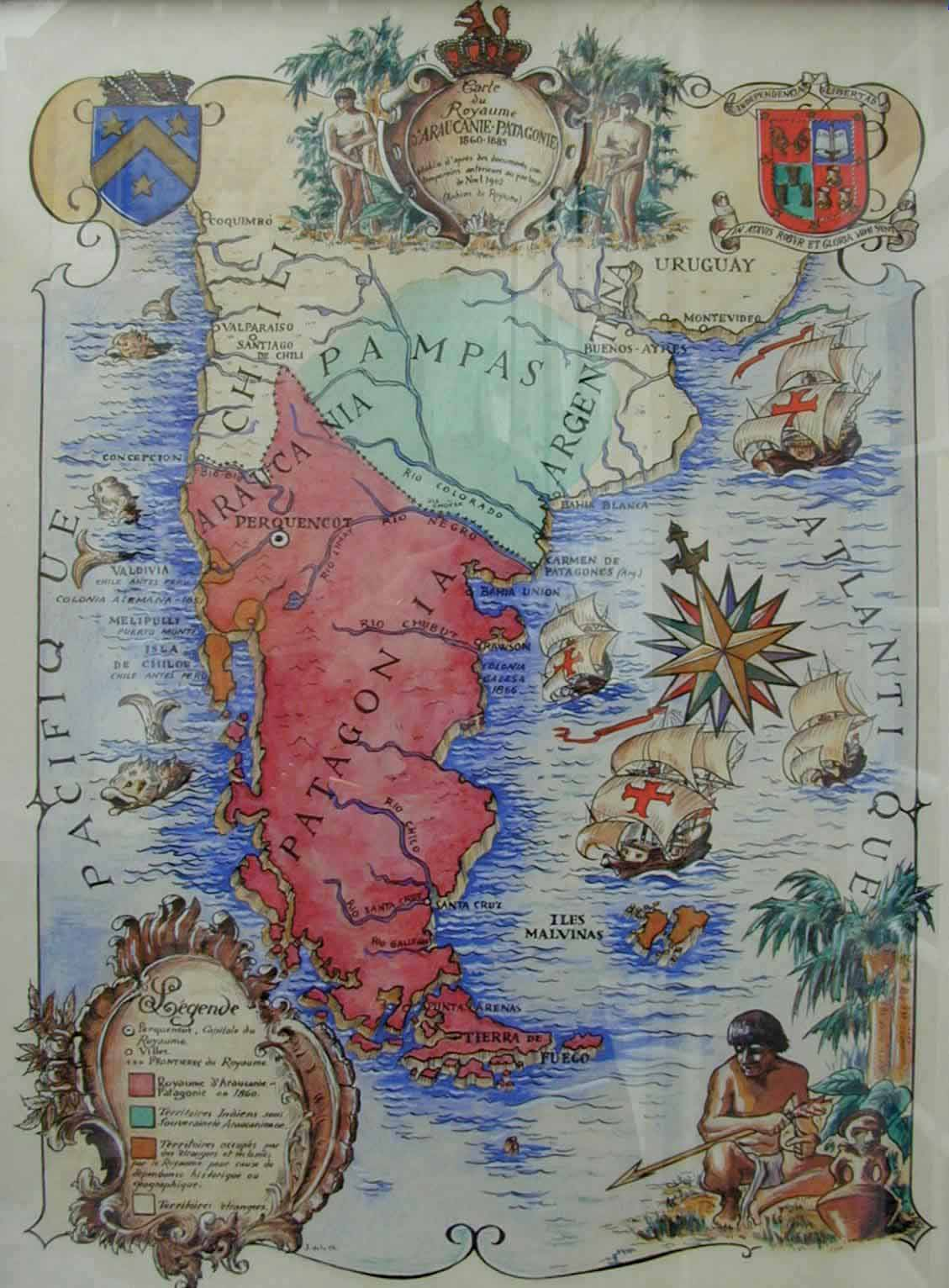
Carte du royaume vers 1865.

Rentré en France en mars 1863, Antoine de Tounens s'installe à Paris, où il crée une petite cour, décernant décorations et titres, tout en étant pauvre et endetté, et considéré par certains comme un souverain de fantaisie,,,,, d'un pays qui n'existait pas réellement ou qualifié parfois « d'imaginaire »,.
En 1864, il lance un appel qui échoue pour une souscription nationale de 100 millions « pour donner à l'Araucanie un budget de recettes ». Il envoie en 1866 et 1867 deux pétitions aux députés et aux sénateurs français qui ne sont pas prises en considération.
En 1869, Antoine de Tounens tente une nouvelle expédition pour reconquérir son royaume et revient en Araucanie en compagnie d'un nommé Antoine Planchu qui est son nouveau bailleur de fonds et qui nourrit des arrière-pensées concernant le trône d'Araucanie ; mais en août 1871 il décide de rentrer en France. Par charité, il est alors rapatrié vers Marseille.
En 1872, Antoine de Tounens apprend qu'Antoine Planchu a usurpé son trône et est parvenu à acquérir une influence considérable sur les Araucans et a entrepris plusieurs expéditions contre les Chiliens. Il fait publier la note disant que « M. Planchu n'est pas à la tête des affaires publiques ». Le succès d'Antoine Planchu ne dure pas longtemps, et on le retrouve noyé dans un cours d'eau quelque temps plus tard.
Le 30 avril 1872, Antoine de Tounens lance un autre appel pour une souscription de 30 millions et annonce sérieusement que les revenus de son royaume atteindraient bientôt 200 millions de francs.
En avril 1874, avec quatre compagnons qu'il a rallié à sa cause, Antoine de Tounens fait une deuxième tentative pour se rendre en Araucanie et reconquérir son royaume, mais il est arrêté en mer et écroué à Buenos Aires en juillet et expulsé en octobre 1874. Il revient à Paris où il vit dans la misère,,.
En 1876, Antoine de Tounens retourne une dernière fois en Argentine, mais il tombe malade. On le ramasse, inconscient, dans une rue de Buenos Aires. Il est opéré, et le consul de France le rapatrie vers la France en quatrième classe,.
Rentré en France, Antoine de Tounens retourne dans sa région natale où l'archevêque de Bordeaux s'intéresse à son malheureux sort. Pour se procurer des ressources, il vend des brevets d'un ordre de chevalerie « mais ce petit trafic ne lui assura même pas du pain ». Malade et à bout de ressources, il entre à l'hôpital de Bordeaux, d'où il envoie de nombreux courriers pour intéresser à son sort les innombrables membres de ses ordres de chevalerie.
Après toutes ces tentatives malheureuses pour conquérir son ancien royaume, Antoine de Tounens, ruiné, tombe gravement malade et meurt à Tourtoirac (Dordogne), le 17 septembre 1878, âgé de 53 ans, alors qu'il était hébergé chez son neveu, Jean dit Adrien Tounens, boucher à Tourtoirac (Dordogne), son héritier potentiel,. Sur son acte de décès, le maire de Tourtoirac porte la mention « Antoine de Tounens, ex-roi d'Araucanie et de Patagonie ».
Quant aux territoires des Mapuches, revendiqués pour royaume par Antoine de Tounens, ils ne sont plus indépendants depuis leur partage, en décembre 1902, entre le Chili et l'Argentine sous l'arbitrage de la Grande-Bretagne,.
Selon Jean-Pierre Blancpain, « En durcissant la volonté de résistance de certains caciques, le monarque français n’a abouti, en fin de compte, qu’à précipiter la conquête définitive de l’Araucanie ».

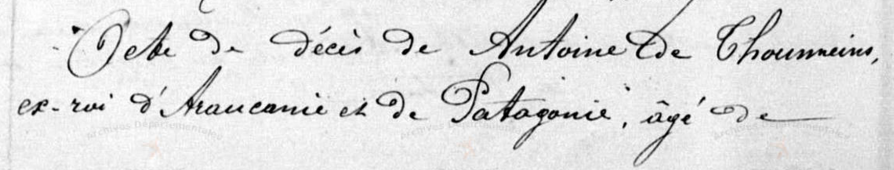
Acte de décès d'Antoine de Tounens : « Acte de décès de Antoine de Thounneins, ex-roi d'Araucanie et de Patagonie, âgé de »…
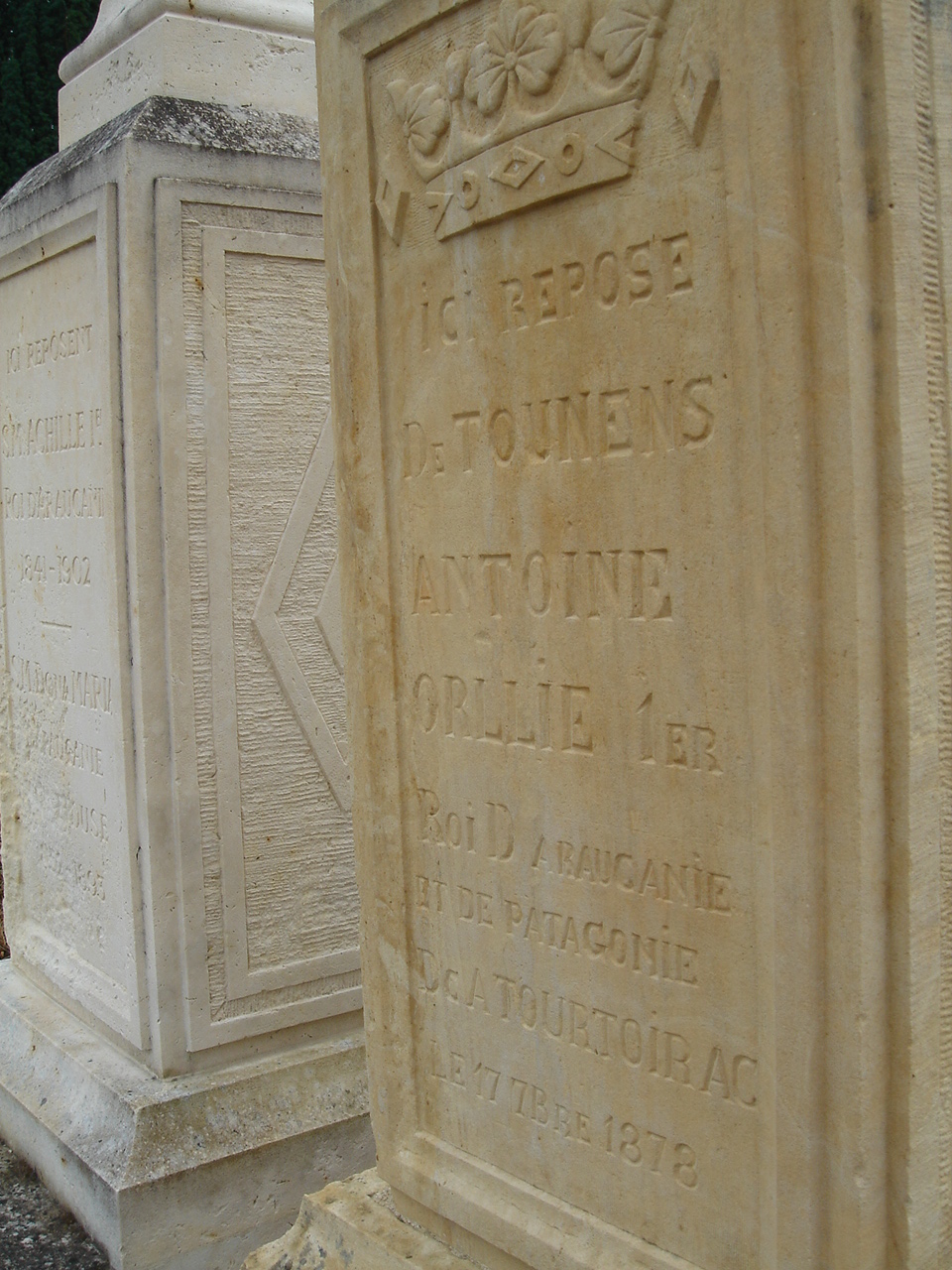
Tombeau d'Antoine de Tounens à Tourtoirac : « Ici repose de Tounens Antoine Orllie 1er Roi d'Araucanie et de Patagonie Dc à Tourtoirac le 17 7bre 1878 ». La couronne qui surmonte l'inscription est une couronne de marquis.
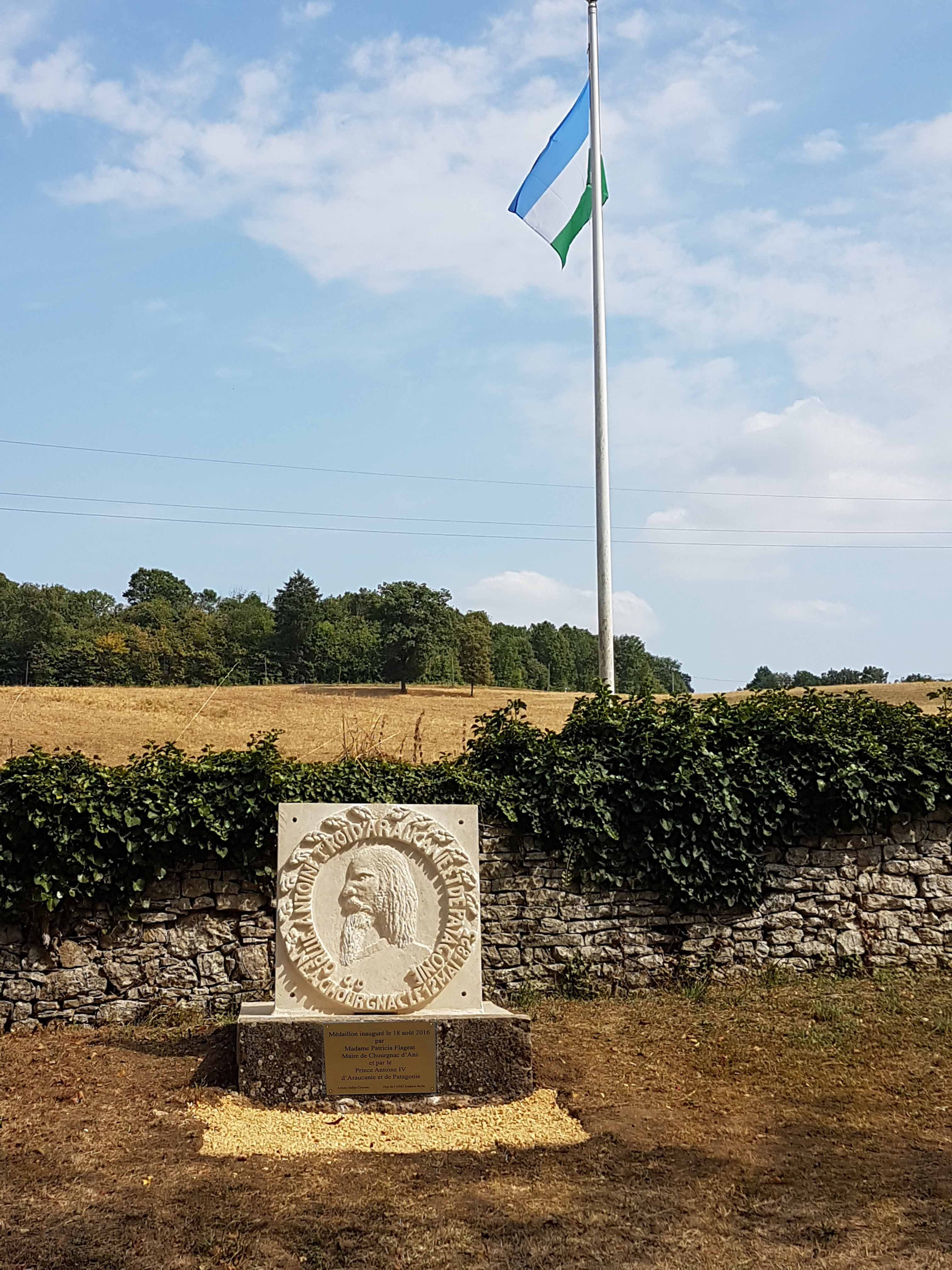
Portrait en médaillon d'Antoine de Tounens à Chourgnac (au lieu-dit La Chèze), son lieu de naissance

## Le Royaume d'Araucanie et de Patagonie après la mort d'Antoine de Tounens
Cinq ans avant la mort d'Antoine de Tounens, à la suite d'une plainte de sa part envers le journal Le Droit pour diffamation, le tribunal correctionnel de Paris avait jugé le 27 août 1873 qu'Antoine de Tounens ne justifiait pas de sa qualité de souverain.
En 1882, trois ans et demi après la mort d'Antoine de Tounens, Achille Laviarde (1841-1902), son ancien secrétaire, fait état d'un testament cryptographique d'Antoine de Tounens en sa faveur, et dont le texte est publié en 1888, par lequel Antoine de Tounens l'a désigné comme son héritier et successeur au trône d'Araucanie et de Patagonie. Achille Laviarde fait signer le 26 mars 1882 un acte de renonciation à l'héritier naturel, Adrien de Tounens, boucher à Tourtoirac. Achille Laviarde se déclare en mars 1882 successeur d'Antoine de Tounens sous le nom d'Achille Ier roi d'Araucanie et de Patagonie.
Depuis la succession revendiquée en mars 1882 par Achille Laviarde, qualifié parfois de « souverain de fantaisie » différents Français se sont succédé comme prétendants au trône du Royaume d'Araucanie et de Patagonie, micronation sans existence officielle, parfois qualifié de « royaume imaginaire » ou de « royaume d'opérette », qui à travers l'association Auspice Stella – Souvenir franco-araucanien célèbre le souvenir d'Antoine de Tounens et participe à la défense des droits des Mapuches,,,,.
Les prétendants au trône d'Araucanie et de Patagonie après Antoine de Tounens sont :
- Achille Laviarde (1841-1902), sous le nom d'Achille Ier, du 26 mars 1882 à 1902 ;
- Antoine-Hippolyte Cros (1833-1903), sous le nom d'Antoine II (en espagnol : Antonio II), de 1902 à 1903 ;
- Laure-Thérèse Cros, épouse Bernard (1856-1916), sous le nom de Laure-Thérèse Ire (en espagnol : Laura Teresa I), de 1903 à 1916 ;
- Jacques-Antoine Bernard (1880-1952), sous le nom d'Antoine III (en espagnol : Antonio III), de 1916 à 1951 ;
- Philippe Boiry (1927-2014), sous le nom de Philippe Ier (en espagnol : Felipe I), de 1951 à 2014 ;
- Jean-Michel Parasiliti di Para (1942-2017), sous le nom d'Antoine IV (en espagnol : Antonio IV), de 2014 à 2018 ;
- Automne 2014, après de nombreuses discussions, Jean-Michel Parasiliti di Para est désavoué par M. de La Garde qui lui retire son soutien. N'ayant jamais reconnu le processus de l'élection, et ayant constaté la vacance du Royaume, il prend la succession de Philippe Boiry. Annonce en est faite dès le début de l'année 2015 auprès de plusieurs cercles et dans la presse[66],[67];
- Un conflit survient alors quant à la succession, qui oppose : Frédéric Luz (1964), sous le nom de Frédéric Ier (en espagnol : Federico I) à Stanislas Ier (Stanislas Parvulesco), prétendant depuis 2014.
- Un autre conflit survient en 2023, à l'issue duquel Frédéric Ier est destitué, puis un nouveau prince, Philippe Delorme, est élu le 12 avril sous le nom de Philippe II ; ce dernier abdique au bout d'une quinzaine de jours et un régent, Pierre Mollier, dit de Carelmapu, prend le relais ; parallèlement, Frédéric Ier condamne ce coup d'état et affirme toujours être le seul souverain légitime[68] ;
- En 2024, un nouveau prétendant est élu pour succéder à Philippe Delorme : Philippe Pichon, sous le nom de Philippe III, également contesté par Frédéric Ier.

### Souverain
| Portrait | Nom                                                             | Date de règne         | Notes | Armoiries |
| -------- | --------------------------------------------------------------- | --------------------- | --- | --------- |
|          | Orélie-Antoine Ier (Antoine de Tounens) (12/05/1825-17/09/1878) | 17/11/1860-05/01/1862 | Antoine de Tounens, Il fonde le royaume d'Araucanie par une ordonnance du 17 novembre 1860 et se proclame ou est proclamé roi par les populations Mapuches. Il prend le nom d'Orélie-Antoine Ier. Il nomme des ministres français et Mapuches. Renversé par les soldats chiliens et argentins, il retourne en France où il conserve ses titres jusqu'à sa mort. |           |

### Liste des prétendants au trône et chefs de la maison royale d'Araucanie et de Patagonie
| Portrait | Nom                                                                            | Date de « règne »     | Notes | Armoiries |
| -------- | ------------------------------------------------------------------------------ | --------------------- | --- | --------- |
|          | Orélie-Antoine Ier (Antoine de Tounens) (12/05/1825-17/09/1878)                | 05/01/1862-17/09/1878 | roi d'Araucanie et de Patagonie (1860-1862). Célibataire, sans postérité. |           |
|          | Achille Ier (Achille Laviarde) (07/11/1841-06/03/1902)                         | 26/03/1882-06/03/1902 | Secrétaire du précédent. Titré prince d'Aucas et duc de Kialéon par Antoine de Tounens Il se déclare en mars 1882 successeur d'Antoine de Tounens selon un testament crytographique de ce dernier et fait signer le 26 mars 1882 à Adrien de Tounens, neveu et hériter d'Antoine de Tounens, une renonciation au trône. Marié (1876) à Marie Guéry (1852-1893), sans postérité. |           |
|          | Antoine II (Antoine-Hippolyte Cros) (10/05/1833-01/11/1903)                    | 06/03/1902-01/11/1903 | Médecin, écrivain. Titré duc de Niacalel et nommé garde des sceaux du royaume d'Araucanie par Achille Laviarde. Désigné comme successeur du précédent par le Conseil d'État du royaume. Marié (1856) à Leonilla Méndez e Texeira dos Santos (1835-????), dont trois enfants ; marié (1885) à Carolina Kunzli (1844-????), sans postérité.                                       |           |
|          | Laure-Thérèse Ire (Laure-Thérèse Cros, épouse Bernard) (22/12/1856-12/05/1916) | 01/11/1903-12/05/1916 | Médecin. Fille du précédent et de Leonilla Méndez e Texeira dos Santos. Mariée (1877) à Louis Bernard (1853-1907), dont trois fils. |           |
|          | Antoine III (Jacques-Antoine Bernard) (11/04/1880-26/10/1952)                  | 12/05/1916-12/05/1951 | Écrivain. Fils de la précédente et de Louis Bernard. Marié (1907) à Andrée Coquelin (1886-????), dont un fils ; marié (1915) à Suzanne Légat (1890-1969), dont un fils ; marié (1931) à Ingrid Møller (1897-????), dont une fille. |           |
|          | Philippe Ier (Philippe Boiry) (19/02/1927-05/01/2014)                          | 12/05/1951-05/01/2014 | Journaliste. Par renonciation en sa faveur faite par Antoine III. Marié (1950) à Jacqueline-Dominique Marquain (1927-1978), sans postérité ; marié (1996) à Élisabeth de Chavigny de La Chevrotière (1939-2006), sans postérité. |           |
|          | Philippe de Lavalette                                                          | 05/01/2014-09/01/2014 | Régent du royaume jusqu'à l'élection du successeur par le Conseil de Régence. |           |
|          | Antoine IV (Jean-Michel Parasiliti di Para) (26/03/1942-16/12/2017)            | 09/01/2014-16/12/2017 | Éducateur spécialisé, historien. Titré duc de San Pedro de Hueyusco par Philippe Boiry. Élu successeur de Philippe Ier par le Conseil de Régence du royaume. Marié à Sheila Rani, dont deux fils. |           |
|          | Sheila Rani, épouse Parasiliti di Para,                                        | 16/12/2017-24/03/2018 | Épouse du précédent. Régente du royaume jusqu'à l'élection du successeur par le Conseil de Régence,. |           |
|          | Frédéric Ier (Frédéric Luz) (09/03/1964)                                       | 24/03/2018-12/04/2023 | Essayiste, héraldiste. Responsable de la communication au sein du gouvernement. Élu successeur d'Antoine IV par le Conseil de Régence du royaume. Marié à Anne-Marie Lauzeral, dont deux enfants. |           |
|          | Philippe III (Philippe Pichon)                                                 | Depuis 06/04/2024     | Avocat au barreau de Limoges. |           |

### Autres prétendants
D'autres prétendants au trône du Royaume d'Araucanie et de Patagonie se sont manifestés depuis le début des années 2010,, :
- Franz Quatreboeufs (né le 22 mai 1965), prétendant en 2014, notaire, conseiller municipal MoDem de Douai[réf. nécessaire] ;
- Stanislas Parvulesco (sous le nom de Stanislas Ier, en espagnol Estanislao I) (né le 20 mars 1995), prétendant en 2014, agent immobilier, négociant en cigare  et membre d'Égalité et Réconciliation[78] ;
- François de La Garde (sous le nom de Philippe-Orllie puis de Philippe), un temps proche du courant dissident de Stanislas Parvulesco[79], il conteste les "droits" de Frédéric Luz et dudit Stanislas Parvulesco à partir du 27 novembre 2018, date à laquelle il prétend être à la tête de la "maison royale araucanienne". Il est proche des milieux catholiques traditionalistes et de l'abbé Guillaume de Tanoüarn[80].
- Philippe Delorme (sous le nom de Philippe II, en espagnol Felipe II) (né le 22 janvier 1960), historien, journaliste, éphémère prétendant en avril 2023[81],[82] ; il renonce à toute prétention quelques jours après avoir annoncé sa prise de pouvoir[83] ; un régent, Pierre Mollier, dit de Carelmapu, prend la suite en attendant l'élection d'un nouveau souverain[68] ; Stanislas Parvulesco, le 28 juillet 2023 renonce à son titre et le remet à la garde du régent.
- Philippe Pichon (sous le nom de Philippe III, en espagnol Felipe III), avocat, élu par le Conseil de régence le 6 avril 2024 ; il n'est pas non plus reconnu par Frédéric Luz[84].

## Décorations du royaume d'Araucanie
Antoine de Tounens crée, lors de son second voyage puis après son retour en France, les ordres de chevalerie de la Couronne d'acier (1869) et de l'Étoile du Sud (1872), ainsi que la médaille d'une association libre, la Société royale de la Constellation du Sud (1875). Selon certaines sources il n'en tire aucun revenu et d'autres les négocieront à sa place, selon d'autres sources, il proposera contre finances de devenir grands-croix, grands officiers, commandeurs, officiers ou chevaliers de l'ordre de la Couronne d'acier.

### Ordre royal de la Couronne d'acier
L'ordre royal de la Couronne d'acier créé par Antoine de Tounens en décembre 1869 comprend les grades de grands-croix, grand officiers, commandeurs, officiers ou chevaliers qu'il propose aux amateurs contre finances,. Il est qualifié par la Chambre des députés d'ordre de fantaisie et par l'association nationale des membres de l'ordre national du Mérite d'ordre illégitime.

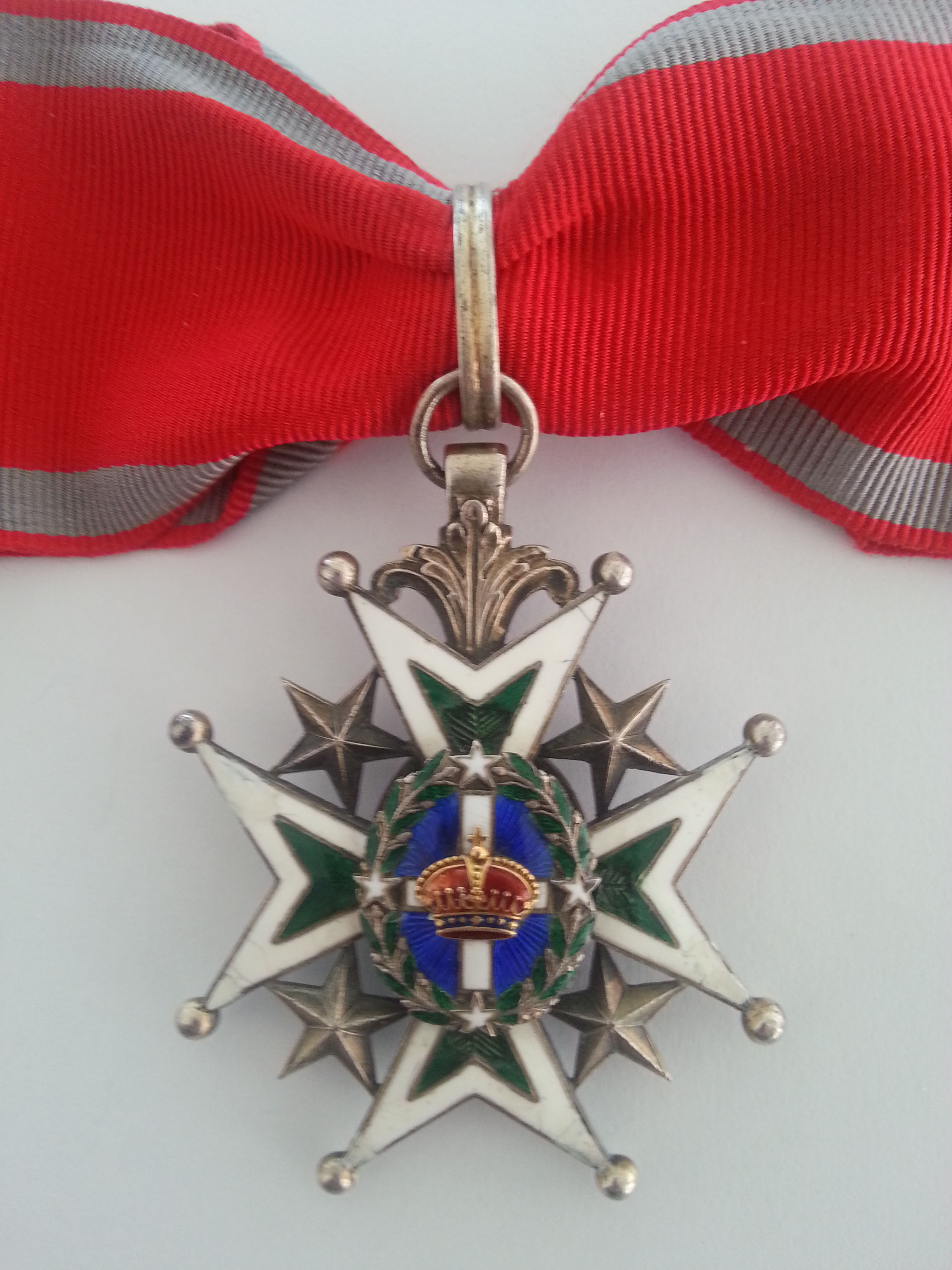
Croix de Commandeur de l'ordre royal de la Couronne d'acier.
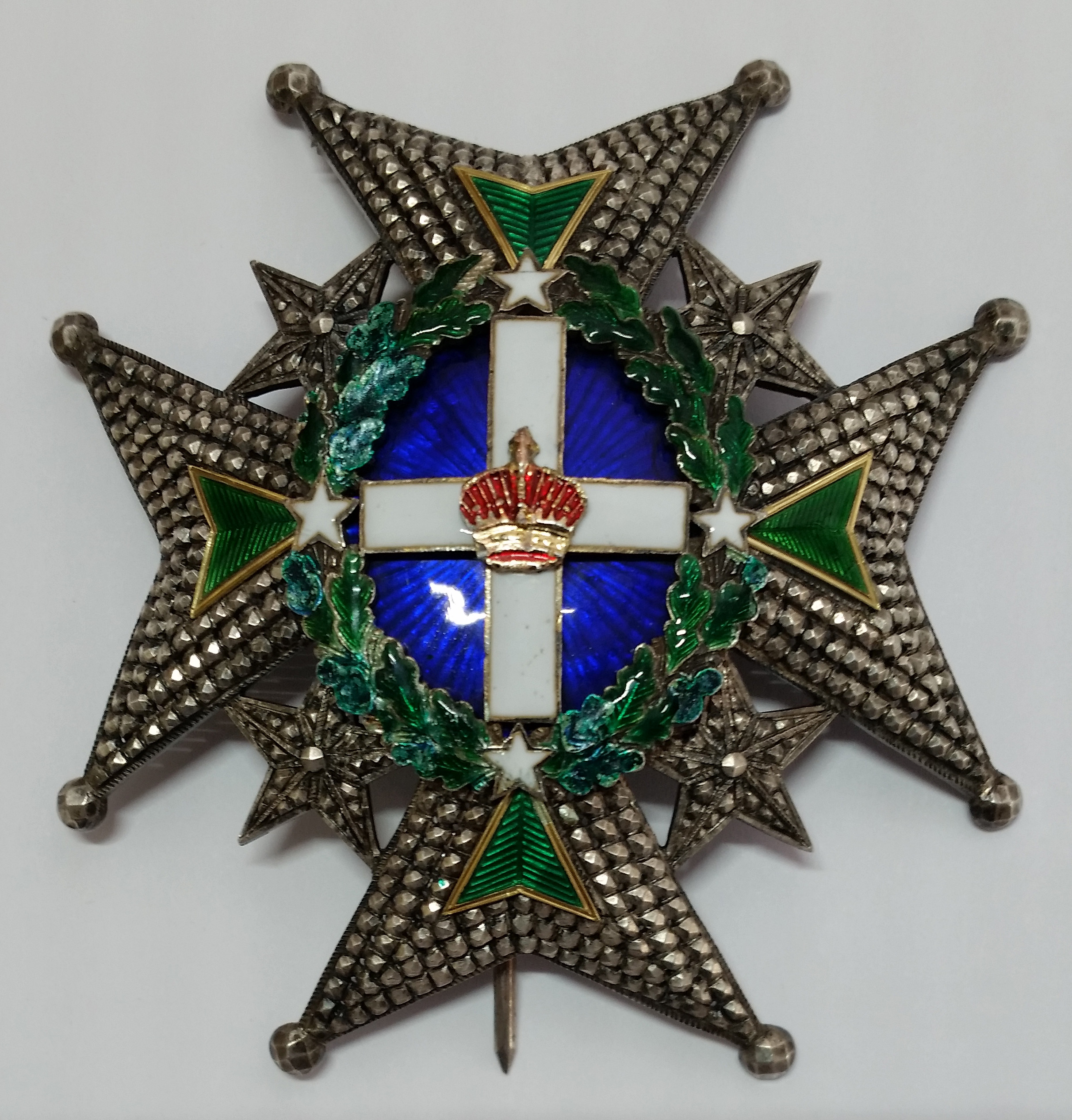
Plaque de Commandeur de l'ordre royal de la Couronne d'acier.
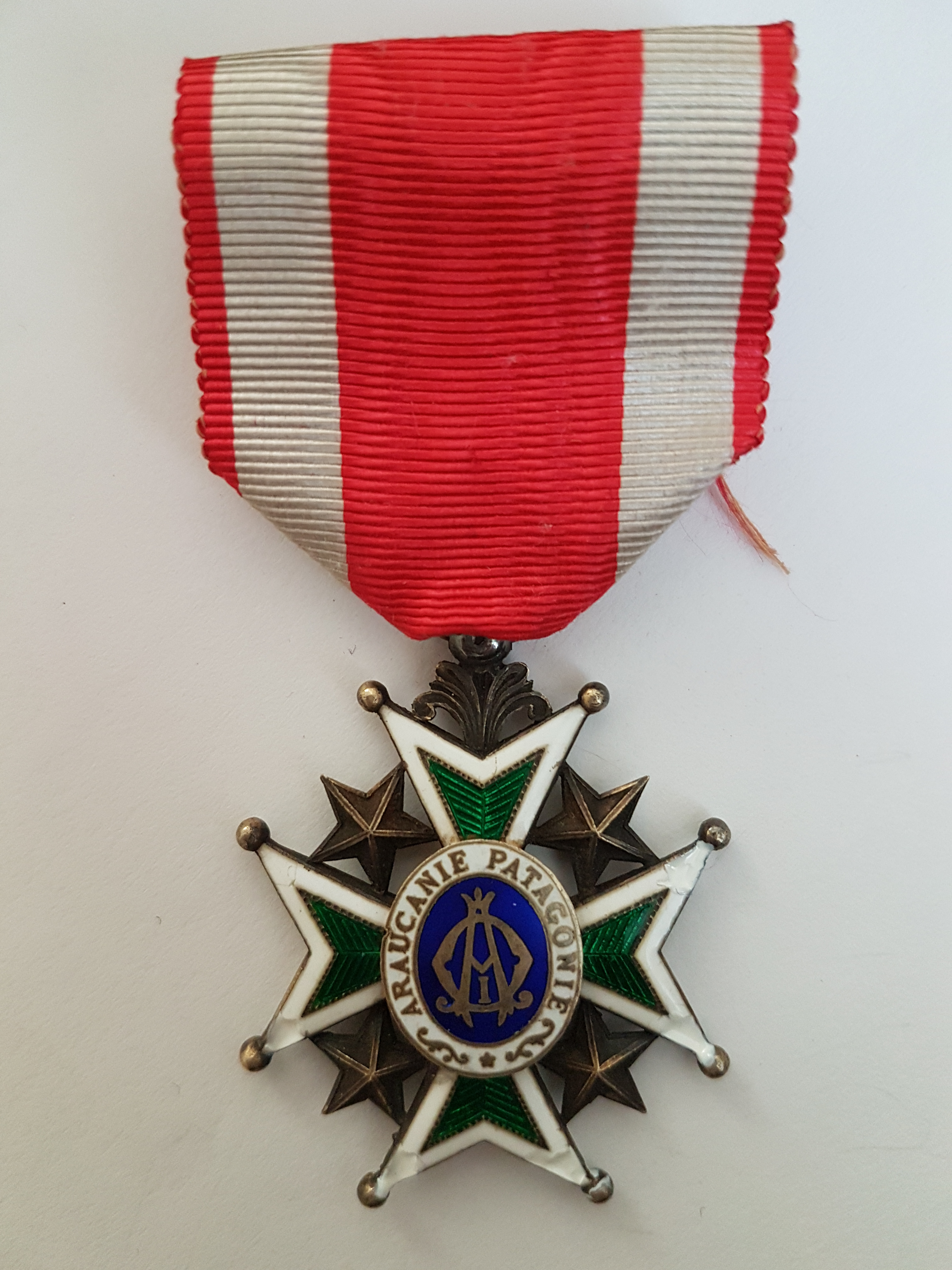
Croix de Chevalier de l'ordre royal de la Couronne d'Acier (revers).

### Ordre royal noble de l'Étoile du Sud
L'ordre royal noble de l'Étoile du Sud créé par Antoine de Tounens le 24 juin 1872 comprend les grades de grands-croix, grands officiers et officiers. Les titulaires jouissent notamment à la cour du royaume d'Araucanie et Patagonie « du titre de patriciens de la Nouvelle France » et de « l'assimilation aux grades d'officiers supérieurs de l'armée ». Il est qualifié par l'association nationale des membres de l'ordre national du Mérite d'ordre illégitime.

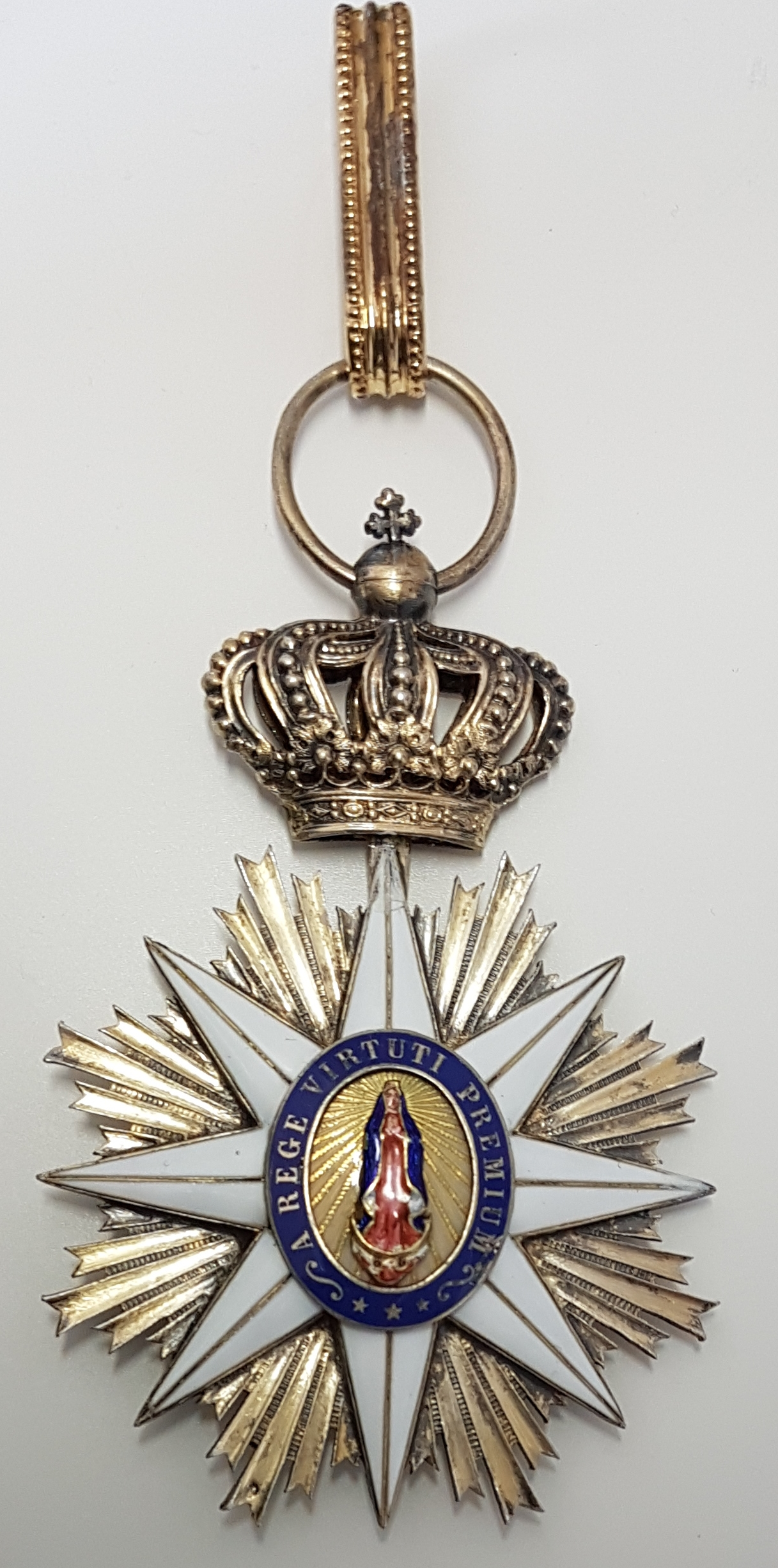
Croix de Commandeur de l'ordre noble et royal de l'Étoile du Sud.
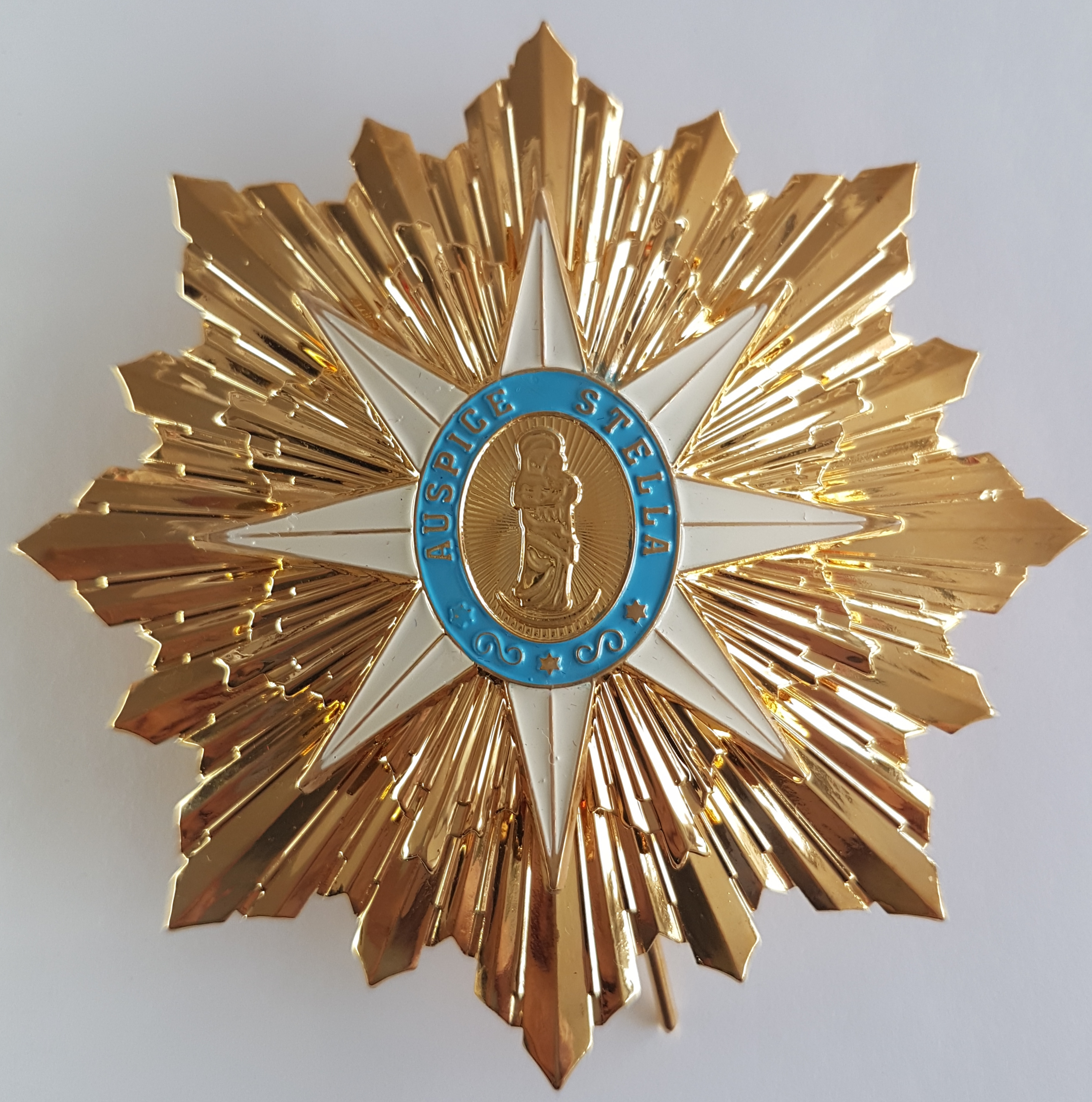
Plaque de Grand-croix de l'ordre noble et royal de l'Étoile du Sud.

### Société royale de la Constellation du Sud
La société royale de la constellation du sud est fondée par Antoine de Tounens le 8 septembre 1875. Il s'agit d'une association libre sous la protection et à la gloire de Dieu et sous le haut patronage perpétuel du roi d'Araucanie et de Patagonie. Son but premier est « d'introduire parmi les Mapuches de l'extrême sud du continent américain le christianisme, les sciences, les arts et métiers, le commerce, l'agriculture et tous les éléments de la civilisation ». Le signe distinctif de ses membres est « une médaille formée par une croix de forme grecque cantonnée par les étoiles de la constellation du Sud (…) le tout surmonté par la couronne royale ». Modifiée avec des nouveaux statuts par Achille Laviarde en Ordre des Décorés et des Médaillés de la Constellation du Sud qui le distribue moyennant finance, l'ordre prend ensuite le nom de Société des Médaillés de la Constellation du Sud et continue sous le nom d'Ordre royal de la Constellation du Sud jusqu'en 1958. Il est qualifié par l'association nationale des membres de l'ordre national du Mérite d'ordre illégitime.
Dominique Auzias et Jean-Paul Labourdette citent dans leur ouvrage Patagonie : « Ses trois premiers présidents sont Antoine de Tounens, puis Achille Laviarde et enfin Antoine-Hippolyte Cros, les « rois de Patagonie et d'Araucanie ». Viennent, ensuite, Georges Sénéchal de la Grange, Gaston Dugniolles de Montnoir (1904-1907), Alphonse O'Kelly de Galway, (archiviste, mort en 1916), de Gaugler (mort en 1917), Louis Druel (mort en 1933), Isidore-Louis Dulong (jusqu'en 1945), puis Louis-François Girardot. Cette société incarne la continuité des institutions en se consacrant au souvenir et à la philanthropie ; elle est encore active au lendemain de la Seconde Guerre mondiale ».
À la disparition de Louis-François Girardot, Philippe Boiry change son nom en Légion des Médaillés de la Constellation du Sud.

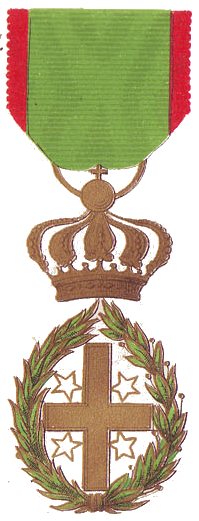
Insigne de la Société royale de la Constellation du Sud (1875)
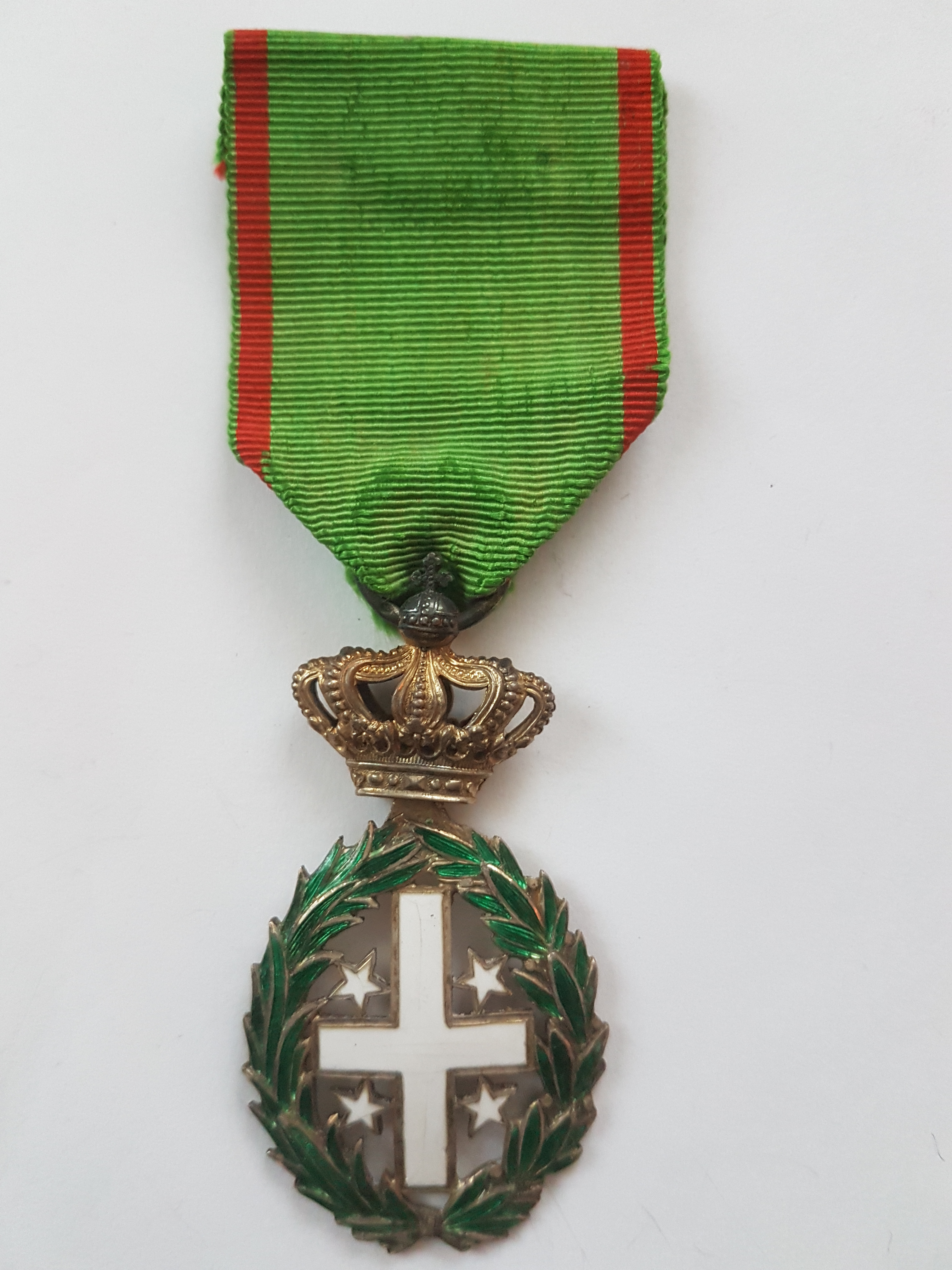
Croix de Chevalier des Médaillés de l'ordre de la Constellation du Sud
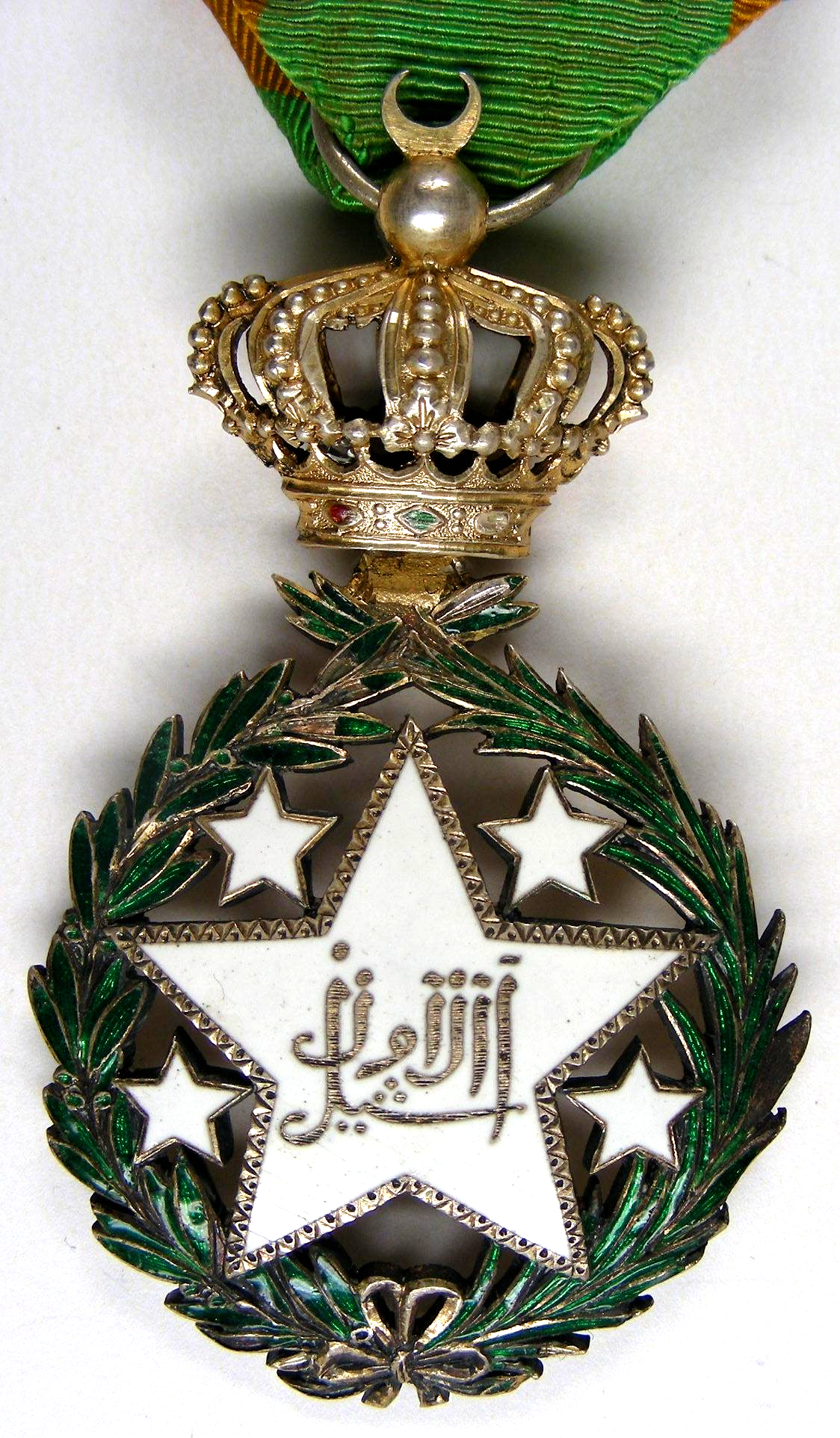
Croix de Chevalier des Décorés de la Constellation du Sud, décernée aux non-chrétiens
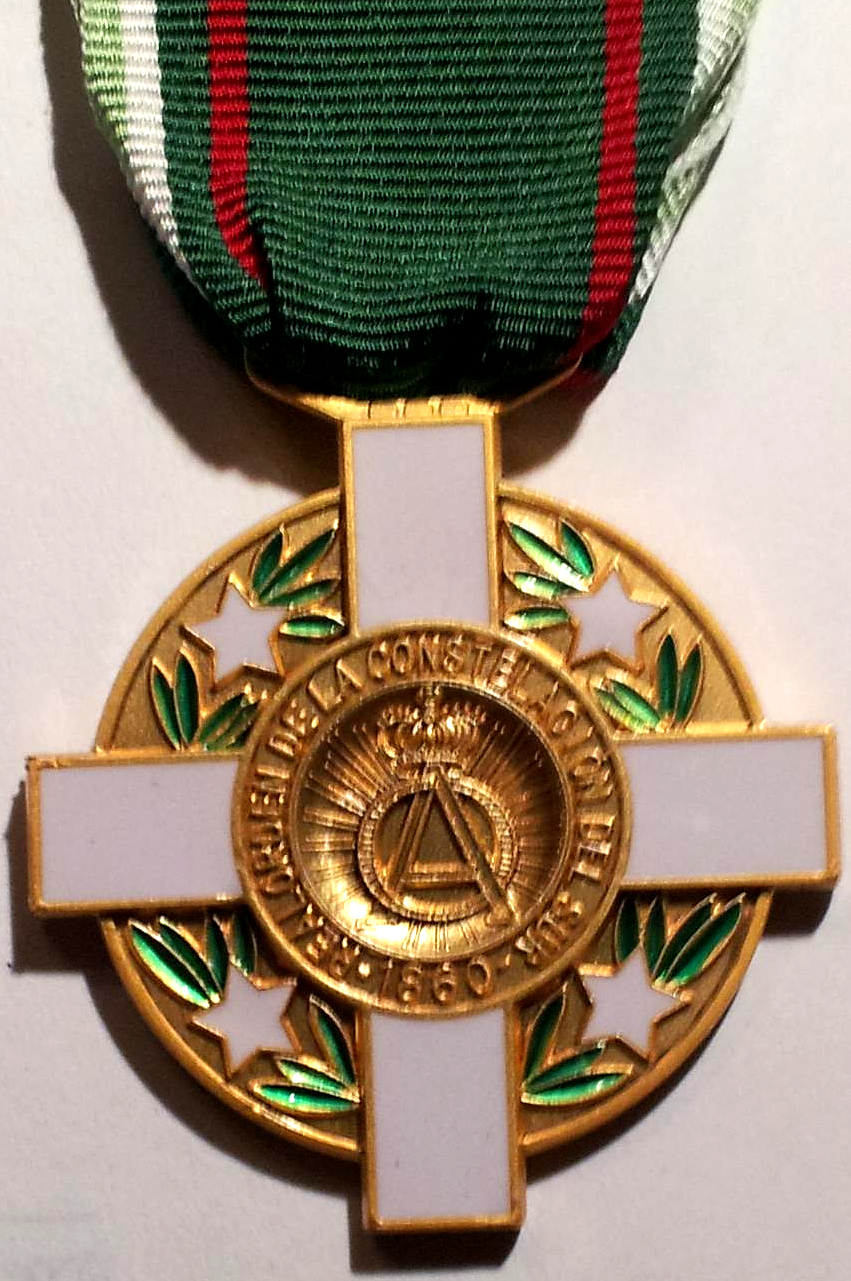
Croix de Chevalier de la Légion des Médaillés de la Constellation du Sud

## Numismatique
En 1874, l'année de l'échec de la troisième expédition patagonne d'Antoine de Tounens, une première série de pièces de monnaie dont on ignore le nom du graveur est frappée. Le royaume d'Araucanie et de Patagonie reprend l'appellation traditionnelle des devises de l'ancien empire colonial espagnol, le peso. Les deux pièces frappées en 1874 ont une valeur faciale de 2 centavos (centimes) et 1 peso, pesant respectivement 10 et 22 grammes. Bilingues, on y trouve inscrit la valeur faciale en espagnol (« DOS CENTAVOS ») et une légende en français (« ORLLIE-ANTOINE IR ROI D'ARAUCANIE ET DE PATAGONIE » et « NOUVELLE FRANCE »). On retrouve aussi des pièces étrangères (et notamment des pièces de 4 soles boliviens) martelées et limées, puis frappées du monogramme d'Orélie-Antoine « O..A » et de la valeur faciale en pesos araucaniens-patagons (« 1..P » pour 1 peso et « 5 P » pour 5 pesos). Ces pièces contremarquées artisanalement ne sont pas datées (si ce n'est par l'autorité émettrice d'origine, dont on identifie parfois encore la marque). Étant donné que ces pièces sont sud-américaines, on peut supposer qu'il est possible que celles-ci aient circulé en Araucanie-Patagonie, une fois contremarquées.

## L'archipel des Minquiers
En 1984, opération renouvelée notamment en 1998 et 2019, le pavillon du royaume de Patagonie est hissé sur l'archipel des Minquiers (bailliage de Jersey) par l'écrivain français Jean Raspail (consul autoproclamé de Patagonie), provoquant un petit incident diplomatique.

## Auspice Stella
Au-delà du royaume, l'association loi de 1901 Auspice Stella défend les Mapuches à l'ONU. Créée le 30 septembre 1965 à Paris, son siège social est transféré à La Mairie 24390 Tourtoirac, sous le nom Auspice Stella – Souvenir franco-araucanien, par déclaration du 18 juin 2015 à la préfecture de la Dordogne. Toujours selon la même déclaration, son objet est de : « Soutenir les efforts du peuple Mapuche dans sa lutte pour son autonomie et son autodétermination et de garder vivante la mémoire du royaume d'Araucanie et de Patagonie et de son fondateur Oréllie-Antoine ».
Le 1er août 2013, l'association Auspice Stella obtient le statut consultatif spécial accordé par le Conseil économique et social des Nations unies aux organisations non gouvernementales. Depuis, Auspice Stella intervient régulièrement pour défendre la cause des Mapuches auprès du Conseil des droits de l'homme à l'ONU,,,.
L’ONG Auspice Stella procède à du lobbying et aide matériellement les Mapuches pour qu’il soit mis fin à la répression violente dont ils font l’objet.

## Filmographie
- La Película del rey (en) (Argentine, 1986) de Carlos Sorín : un metteur en scène tente de tourner un film retraçant l'épopée d'Antoine de Tounens.
- Le Roi de Patagonie (France, 1990), réalisé pour la télévision par Georges Campana et Stéphane Kurc ; adaptation du roman de Jean Raspail Moi, Antoine de Tounens, roi de Patagonie (1981) ; Antoine de Tounens est incarné par Frédéric van den Driessche.
- Rey, film chilien réalisé par Niles Atallah et sorti en 2017.